# Proteste gegen den Bau des Kernkraftwerks Grohnde

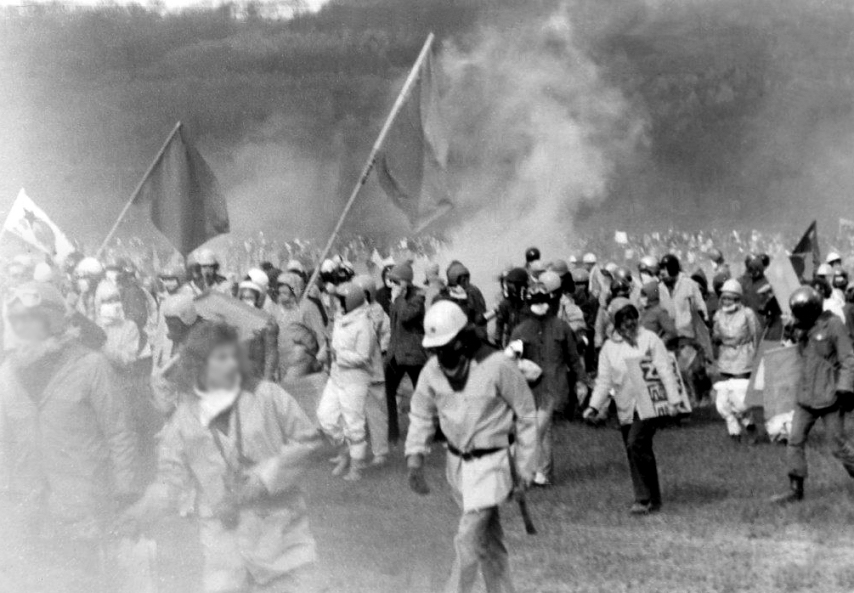
Behelmte Demonstranten auf dem Weg zum Baugelände des Kernkraftwerks Grohnde

An den Protesten gegen den Bau des Kernkraftwerks Grohnde am 19. März 1977 bei Grohnde in Niedersachsen nahmen etwa 12.000 bis 15.000 (einige Quellen nennen 20.000) Demonstranten teil. Die Proteste waren im Wesentlichen durch Bürgerinitiativen aus der Anti-Atomkraft-Bewegung initiiert. Sie wurden von schweren Ausschreitungen durch etwa 2000 militante Demonstranten begleitet. Sie versuchten, das Baugelände des Kernkraftwerks Grohnde zu besetzen, um dessen Errichtung zu verhindern. Mit etwa 800 verletzten Demonstranten und rund 240 verletzten Polizisten war dies die bis dahin gewalttätigste Auseinandersetzung in der westdeutschen Demonstrationsgeschichte. Sie ging als „Schlacht um Grohnde“ in die Protestgeschichte der Anti-Atomkraft-Bewegung ein.

## Vorgeschichte
Die E.ON-Vorgängerin PreussenElektra und die Gemeinschaftskraftwerk Weser GmbH planten Anfang der 1970er Jahre die Errichtung eines Kernkraftwerkes an der Weser bei Grohnde. Im Jahr 1973 beantragten diese Unternehmen beim Niedersächsischen Sozialministerium den Bau und Betrieb des Kernkraftwerks Grohnde. Nach dem Bekanntwerden der Baupläne ergingen Einsprüche von 12.000 Bürgern, die bei zwei Erörterungsterminen im Jahr 1974 vorgetragen wurden. Ab 1973 nahm sich die Bürgerinitiative Weserbergland im Weltbund zum Schutz des Lebens, die 1968 gegen den Bau des Kernkraftwerks Würgassen gegründet wurde, des Themas Grohnde an. Sie wollte die Errichtung des Kernkraftwerks mit friedlichen Mitteln verhindern und vertrat die Interessen von verunsicherten Bürgern mit Befürchtungen vor gesundheitlichen Schäden. 1975 gründeten die beiden beteiligten Unternehmen mit Anteilen von jeweils 50 % die Gemeinschaftskraftwerk Grohnde GmbH. Nachdem 1976 durch das Niedersächsische Sozialministerium eine Teilerrichtungsgenehmigung für das Kernkraftwerk ergangen war, begannen im selben Jahr die Baumaßnahmen, die die Kraftwerk Union durchführte. Das etwa 150 × 200 Meter große Baugelände war zunächst mit einem Maschendrahtzaun gesichert.
Erste Protestaktionen
Zu einer ersten Protestaktion von Bürgern gegen den Bau des Kernkraftwerkes kam es im November 1976 zum Buß- und Bettag. Mehrere Pastoren aus der Umgegend hielten am Bauzaun einen Feldgottesdienst vor etwa 300 Menschen ab, was das Landeskirchenamt Hannover missbilligte.
Eine erste Besetzung des Bauplatzes fand am 19. Februar 1977 statt. Einem Aufruf zu einer gewaltfreien Demonstration unter dem Motto „Blumen für die Polizei – Drahtscheren für den Zaun“ waren etwa 800, anderen Quellen zufolge 1500 Menschen aus Niedersachsen, Nordrhein-Westfalen und Hessen gefolgt. Nach dem Zerschneiden des Maschendrahtzauns drangen etwa 500 Personen auf das Baugelände vor. Als die Polizei mit der Räumung begonnen hatte, zogen die Personen freiwillig wieder ab. Anschließend kündigte der Sprecher einer spontanen Kundgebung in Grohnde für die Zukunft „größere Härte“ gegen das Bauvorhaben an.

## Vorbereitungen

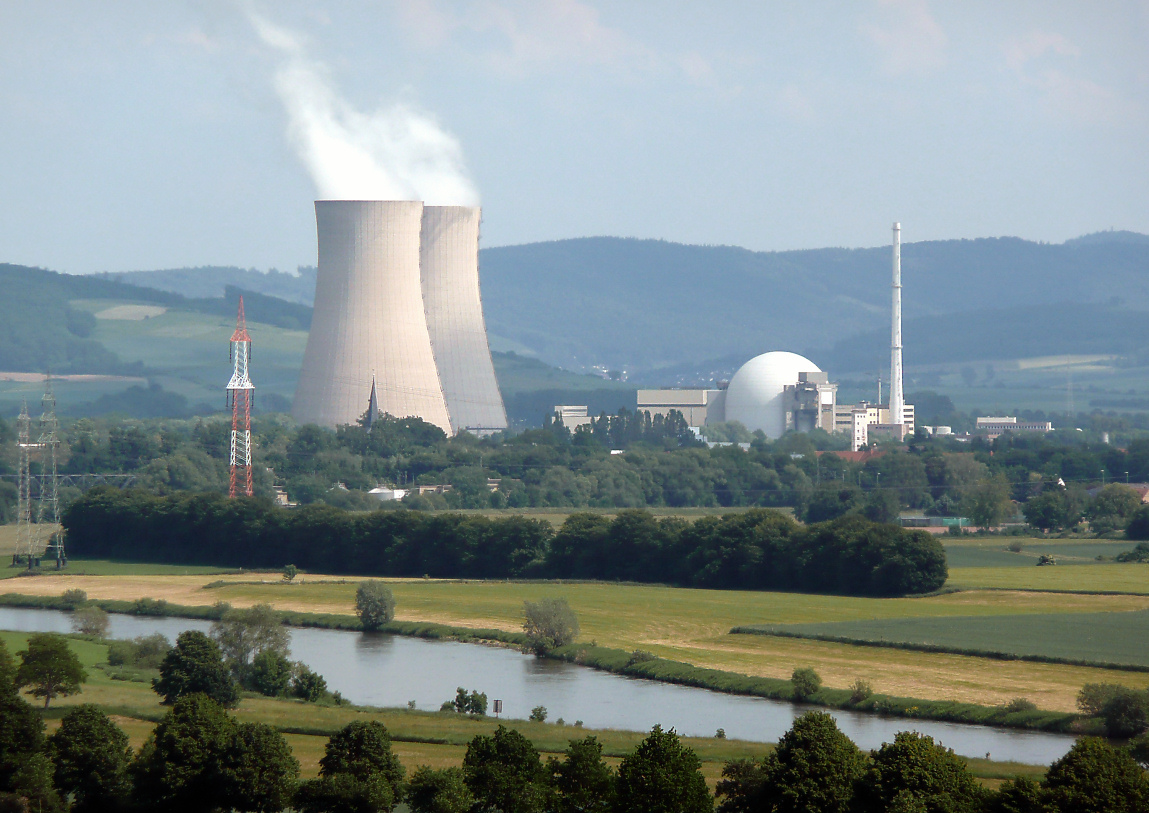
Kernkraftwerk Grohnde, 2010

### Bauliche Vorbereitungen
Anfang 1977 befand sich das Kernkraftwerk Grohnde im Baubeginn. Auf dem Baugelände war Erdaushub für Gebäude erfolgt, es waren Baukräne aufgestellt und erste Fundamente gegossen. Unmittelbar nach der ersten Besetzungsaktion von Kernenergiegegnern am 19. Februar 1977 versah die Betreibergesellschaft des Kernkraftwerkes, in Übereinstimmung mit der niedersächsischen Landesregierung, das Baugelände für 1,8 Millionen DM mit einem doppelten Metallgitterzaun, bekrönt von NATO-Draht. Begründet wurde die Errichtung des massiven Zauns mit einer befürchteten weiteren Besetzung. Gewalttätige Besetzungsversuche hatte es bereits kurz zuvor am 19. Februar 1977 bei Protestaktionen der Anti-Atomkraft-Bewegung gegen den Bau des Kernkraftwerkes Brokdorf gegeben.

### Vorbereitungen der Demonstranten
Am 28. Februar 1977 rief die Bürgerinitiative Weserbergland öffentlich zu einer Großkundgebung am Bauplatz des KKW Grohnde auf, die auf den 19. März 1977 terminiert wurde. Der Aufruf erfolgte wenige Tage nachdem der niedersächsische Ministerpräsident Ernst Albrecht am 22. Februar 1977 Gorleben als vorläufigen Standort für ein nukleares Entsorgungszentrum benannt hatte. Zur Vorbereitung der Kundgebung trafen sich am 5. März 1977 in Kirchohsen Vertreter von rund 40 Bürgerinitiativen aus dem norddeutschen Raum, unter anderem aus den Städten Bielefeld, Bremen, Göttingen, Hamburg, Hannover, Kassel und Münster. Zwischen den auswärtigen Gruppen und der regionalen Bürgerinitiative kam es bei dem Treffen zu Meinungsverschiedenheiten bezüglich der Gewaltfrage und des Veranstaltungsortes. Während die regionale Bürgerinitiative auf Gewaltlosigkeit bestand, wollten sich die auswärtigen Gruppen nicht darauf festlegen lassen.
Nach dem Vorbereitungstreffen am 5. März 1977 in Kirchohsen gab es zunehmend Hinweise auf eine Beteiligung von gewaltorientierten Gruppen an der geplanten Versammlung am 19. März 1977, so dass die Bürgerinitiative Weserbergland ihre anfangs geplante Versammlung am Baugelände des KKW Grohnde absagte und eine Kundgebung in Kirchohsen anmeldete. In den Reihen von K-Gruppen, wie dem KBW, dem KB und der KPD/ML, sowie durch anarchistische Gruppen gab es umfangreiche Planungen für eine Demonstration, die eine Besetzung des Baugeländes zum Ziel hatte.

### Vorbereitungen der Polizei
Für den Polizeieinsatz wurden rund 4000 Polizeikräfte zusammengezogen, bei dem die niedersächsische Polizei durch die Länderpolizeien Nordrhein-Westfalen, Schleswig-Holstein und Bremen sowie vom Bundesgrenzschutz unterstützt wurde. Nur ein Viertel der Polizeikräfte war auf dem Baugelände postiert, während der Großteil außerhalb in Reserve lag.
Im Vorfeld ging die Polizei bei der Demonstration am 19. März 1977 aufgrund der Erfahrungen einen Monat zuvor bei den Protesten gegen das Kernkraftwerk Brokdorf in Grohnde von etwa 10.000 bis 12.000 Teilnehmern aus. Dabei rechnete sie mit etwa 5000 bis 6000 friedfertigen Personen und 1500 bis 2000 gewalttätigen Personen. Bei den restlichen 4000 bis 5000 Teilnehmern nahm die Polizei an, dass sie sich mit gewalttätigen Personen solidarisch verhalten würden.
Der niedersächsischen Polizei waren durch vertrauliche Informationen Planungen zu einer gewaltsamen Besetzung bekannt geworden und dass dafür Gerätschaften herangeschafft werden sollten. Das Einsatzkonzept der Polizei sah vor, sich so lange wie möglich passiv zu verhalten und erst beim Durchbruch des besonders gesicherten Schutzzaunes der Baustelle aktiv zu werden. Dies war eine politische Vorgabe durch Ministerpräsident Ernst Albrecht und Innenminister Rötger Groß. Die Landesregierung befürchtete, ein sofortiges Einschreiten der Polizei könne Gewalt durch Demonstranten als gerechtfertigt erscheinen lassen. Gewalttätigen Demonstranten sollte in der öffentlichen Wahrnehmung die Täterrolle zukommen.

## Ablauf
Das Baugelände des Kernkraftwerkes lag auf freiem Feld zwischen den Orten Kirchohsen und Grohnde. Am 19. März 1977 fand zunächst eine Kundgebung der Bürgerinitiative Weserbergland im Ort Kirchohsen etwa einen Kilometer nordwestlich des Baugeländes statt, die friedlich verlief und an der etwa 1000 Personen teilnahmen. Viele weitere Demonstranten passierten auf ihrem Weg zum Bauplatz den Ort und mischten sich in die Versammlung der Bürgerinitiative. Nachdem Demonstranten im Ort einen Bahnübergang friedlich besetzt hatten, verlor die Bürgerinitiative die Kontrolle über ihre Versammlung und erklärte sie für beendet.
Schätzungen der Polizei zufolge waren am Bauplatz des KKW Grohnde etwa 12.000 bis 15.000 Demonstranten erschienen; laut Angaben aus den Reihen der Demonstranten waren es 20.000 Personen. Darunter befanden sich nach Schätzungen der Polizei etwa 2000 gewaltbereite Demonstranten, die mit Helmen, Schilden, Gasmasken sowie wetterfester Kleidung (Friesennerz) ausgerüstet waren und Eisenstangen, Ketten, Holzlatten sowie Steine mit sich führten. In Fahrzeugen wurden Gerätschaften wie Metallsägen, Schweißgeräte, Leitern und Seile herangeführt. Gewaltbereite Demonstranten waren vielfach in Trupps gegliedert, die durch Buchstabenkürzel ähnlich Kraftfahrzeugkennzeichen markiert waren. Aus diesen Reihen war es bereits beim Anmarsch an einer Straßensperre zu Angriffen auf die Polizei gekommen und Demonstranten zogen einen quergestellten Lkw der Polizei mit vereinten Kräften zur Seite. Eine weitere Straßensperre gab die Polizei in Anbetracht der Übermacht der Demonstranten auf.

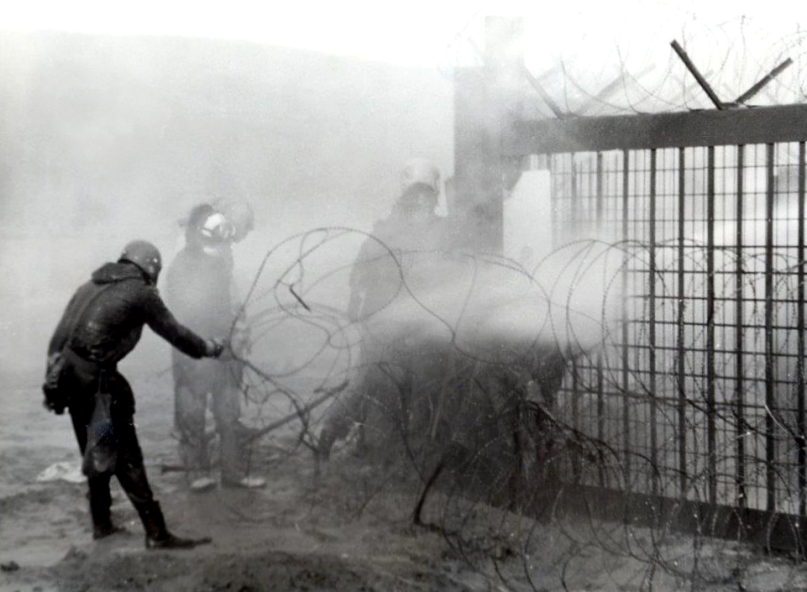
Demonstranten entfernen Stacheldraht am Bauzaun

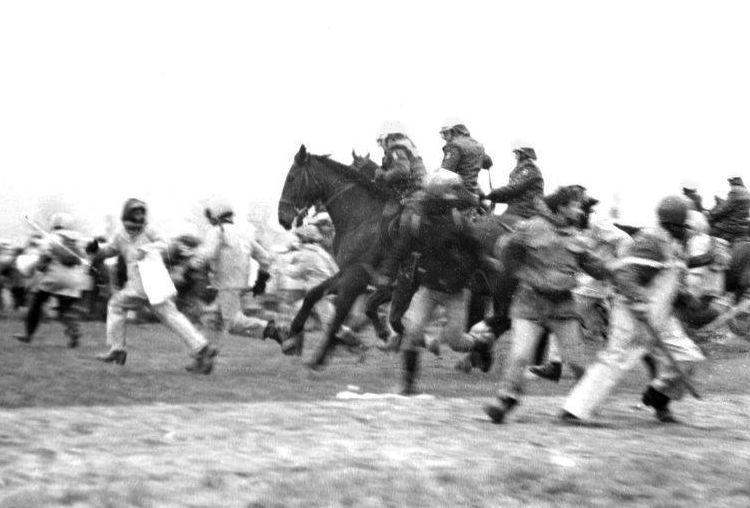
Polizeireiter inmitten von Demonstranten

Am Bauzaun entwickelten sich heftige Auseinandersetzungen zwischen gewalttätigen Demonstranten und den auf dem Baugelände befindlichen Polizeikräften, die über zwei Stunden anhielten. Demonstranten beschädigten den Schutzzaun unter anderem mit Bolzenschneidern und Schneidbrennern, während andere sie vor Wasserwerfern der Polizei mit Brettern und Teppichen schützten. Beide Seiten setzten lange Eisenstangen gegeneinander ein, um sich auf Abstand zu halten. Wasserwerfer versprühten ein mit Tränengas (CN) versetztes Gemisch, gegen das sich Demonstranten mit Gasmasken schützten. Die Polizei entleerte Feuerlöscher, um mit dem Löschpulver die Filter der Gasmasken zu verstopfen. Der Bundesgrenzschutz verschoss Tränengasgranaten aus Gewehren mit Schießbecheraufsatz. Demonstranten schossen mit Zwillen Stahlkugeln und warfen Steine sowie Farbbeutel auf Polizisten sowie deren Fahrzeuge auf dem Baugelände.
Den Demonstranten gelang es mit ihren technischen Mitteln, einzelne Zaunelemente von den Stützpfeilern zu trennen. Mit Tauen und durch gemeinsames Ziehen sowie die Nutzung von Seilwinden brachten sie an mehreren Stellen den äußeren Schutzzaun zum Einsturz. An einer Stelle rissen sie den äußeren und den inneren Zaun auf einer Breite von etwa 10 Meter ein. Polizeibeamte auf dem Baugelände verhinderten zunächst das Eindringen von Demonstranten durch die Lücke, während von außen Polizeikräfte in großer Zahl heranrückten, um die Demonstranten endgültig vom Bauzaun abzudrängen. In dieser Situation entwickelten sich zwischen Polizisten und Demonstranten Nahkämpfe, die zu den meisten Verletzungen führten. Stellenweise schlugen Demonstranten die Polizei in die Flucht. Als der Einsatzerfolg für die Polizei zu kippen drohte, ritten Polizeireiter im Galopp in die Menschenmenge und verletzten dabei auch friedfertige Demonstranten.

## Resümee
Nach Angaben aus dem Kreis der Demonstranten wurden 800 Demonstranten verletzt. In 600 Fällen waren dies kleinere Verletzungen, wie Augenreizungen durch Tränengas oder psychische Erschöpfungszustände. Sieben Demonstranten befanden sich in stationärer und 50 in ambulanter Behandlung. Laut der Polizei wurden rund 240 Polizeibeamte verletzt, davon 51 schwer mit Behandlungen in Krankenhäusern.
Polizeiangaben zufolge wurden 26 Demonstranten festgenommen. Angaben aus dem Kreis der Demonstranten zufolge wurden 80 Personen festgenommen.
Der durch die Demonstranten am Baugelände verursachte Schaden betrug laut der Betreibergesellschaft des KKW Grohnde rund 100.000 DM.
Die Polizei bezifferte ihre Einsatzkosten mit 310.000 DM und den Schaden an ihrem Einsatzmaterial mit 210.000 DM.
Die Gewalttätigkeiten am Bauzaun, denen auch die friedlichen Demonstranten und Angehörigen der Bürgerinitiative Weserbergland beiwohnten, führten im Nachhinein zu kontroversen Diskussionen über die Legitimität verschiedener Methoden des Protests. In der Folge bildeten sich politische Gruppen, die sich Kommunalwahlen stellten, wie die 1977 gegründete Wählergemeinschaft Atomkraft nein danke im Landkreis Hameln-Pyrmont.
Die Polizei hatte die Teilnehmerzahl an der Demonstration im Vorfeld weitgehend realistisch eingeschätzt. Überrascht war sie vom arbeitsteiligen und gut vorbereiteten sowie entschlossenem Vorgehen von etwa 2000 gewaltbereiten Demonstranten. Im Nachgang wurde bei der Polizei wegen der offenkundig gewordenen Mängel die Ausrüstung und Ausbildung verbessert.
Der niedersächsische Ministerpräsident Ernst Albrecht, der die Auseinandersetzungen am Bauzaun aus einem Hubschrauber des Bundesgrenzschutz verfolgte, sprach von „geplantem Umsturz“ und „nackter Gewalt“. Er forderte ein Verbot des Kommunistischen Bundes Westdeutschlands als kriminelle Vereinigung, da seine Angehörigen maßgeblich an der Gewalt beteiligt gewesen sein sollen. Der niedersächsische Innenminister Rötger Groß äußerte, dass ein Ereignis von solcher Brutalität in der Bundesrepublik bis dahin nicht bekannt gewesen sei.

## Nachspiel
Im Juni 1977 kam es am Kernkraftwerk Grohnde zu einer Besetzung durch rund 100 Angehörige von Bürgerinitiativen, die den Bau von zwei Kühltürmen des Werks verhindern wollten. Sie errichteten ein Hüttendorf mit neun festen Gebäuden und 85 Zelten. Darin hielten sich bis zu 200 ständige Bewohner auf. Nachdem es im Laufe des Sommers aus den Reihen der Besetzer wiederholt zu Störungen der Bauarbeiten am Kernkraftwerk gekommen war, räumte die Polizei das Camp im August 1977. Im Nachhinein forderte die Bezirksregierung Hannover von den etwa 200 bei der Räumung angetroffenen Personen als Gesamtschuldner über 200.000 DM als Verwaltungskosten ein. 1980 erklärte das Verwaltungsgericht Hannover die Räumung für rechtswidrig, weil den Besetzern die Möglichkeit zum Einlegen von Rechtsmitteln fehlte.
Die Auseinandersetzungen vom 19. März 1977 wurden durch die sogenannten Grohnde-Prozesse juristisch aufgearbeitet. Die Gerichtsverhandlungen fanden ab Herbst 1977 bis zum Ende des Jahres 1978 vor dem Landgericht Hannover und dem Amtsgericht Hameln statt. Von den elf, unter anderem wegen schweren Landfriedensbruchs, Widerstands gegen Vollstreckungsbeamte und schwerer Körperverletzung, angeklagten Demonstranten wurden acht Personen zu Haftstrafen verurteilt. Die Gerichtsverhandlungen führten seitens der Anti-Atomkraft-Bewegung zu Demonstrationen in Bremen, Hameln und Hannover mit zum Teil mehreren tausend Teilnehmern.

## Rezeption

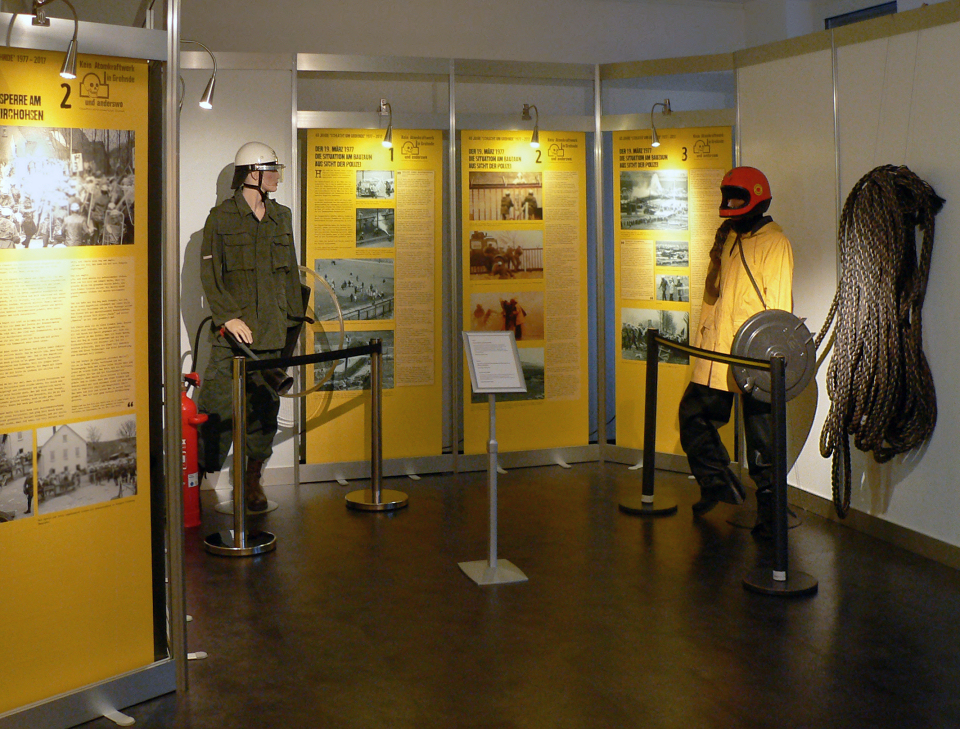
Ausstellung 40 Jahre Schlacht um Grohnde 1977–2017 im Polizeimuseum Niedersachsen

Zum 40. Jahrestag der Proteste gegen den Bau des Kernkraftwerks Grohnde im Jahr 2017 entwickelte der Hamelner Historiker Bernhard Gelderblom die Ausstellung 40 Jahre „Schlacht um Grohnde“. Die Ausstellung entstand als Geschichtsprojekt der Regionalkonferenz „AKW Grohnde“ abschalten. Sie basiert im Wesentlichen auf Dokumenten, Plakaten und Fotos damals Beteiligter und verfolgt keinen historischen Ansatz. Die Ausstellung wurde nach der Eröffnung am 17. März 2017 in der Hamelner Münsterkirche St. Bonifatius als Wanderausstellung in weiteren Orten wie Göttingen, Bad Pyrmont und Nienburg/Weser (Polizeimuseum Niedersachsen) gezeigt.